# Pal One

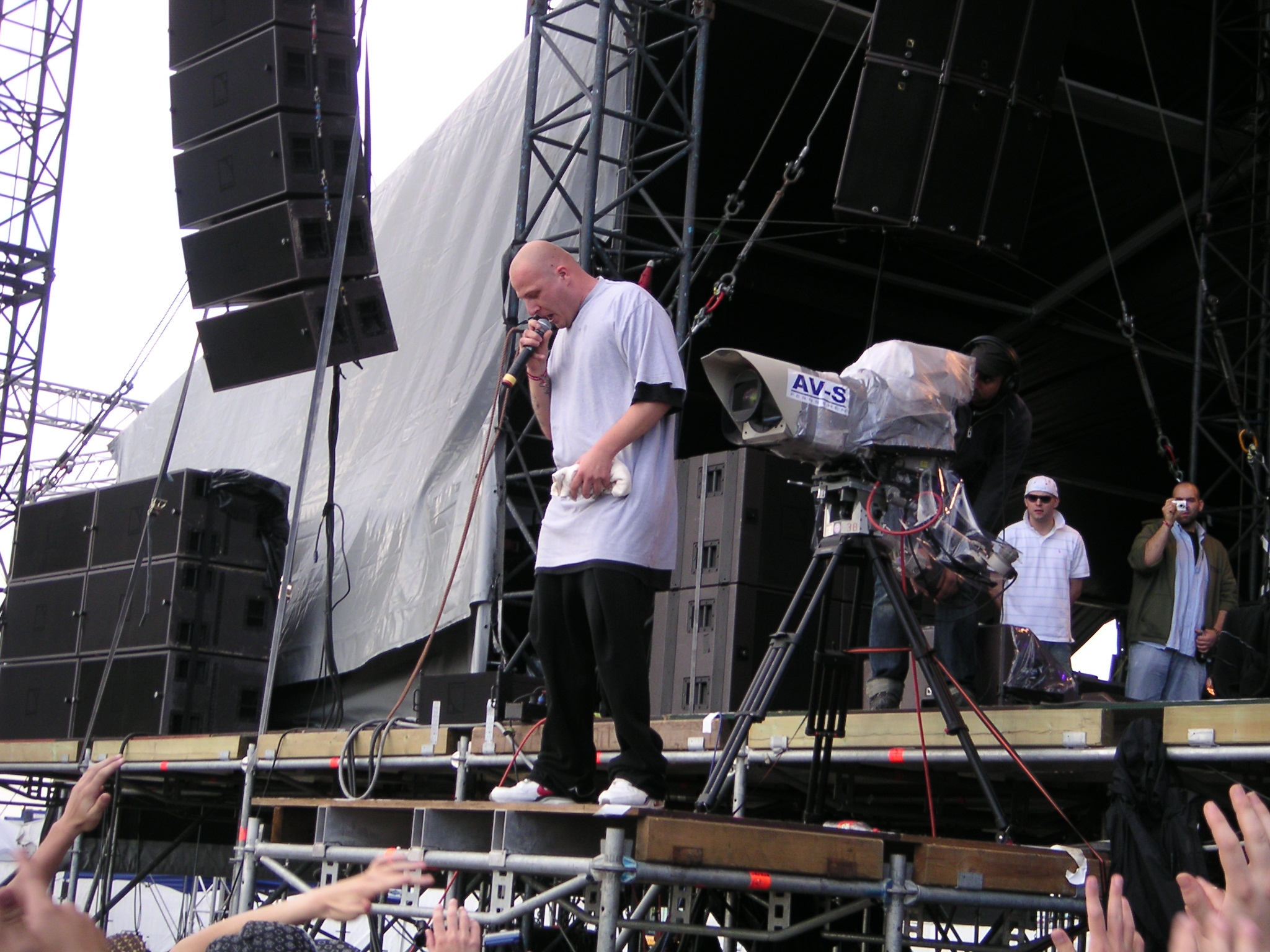
Pal One bei einem Auftritt auf dem Splash! 2007

Pal One (* 1978 in Mannheim als Stefan Balogh) ist ein deutscher Rapper.

## Werdegang
Durch seinen großen Bruder kam Pal One erstmals in Kontakt mit der Hip-Hop-Kultur. Nachdem er zwei Jahre als DJ tätig gewesen war, begann er 1998 mit seinen ersten Aufnahmen. Das erste was man von ihm hören konnte, war ein Feature auf dem Track Tanz der Teufel der Formation Chefetage. Durch diese Aufnahmen lernte Pal auch die damals sehr bekannte Rapformation Advanced Chemistry kennen. Später erschien auch ein Beitrag von Pal namens 2000 und weiter auf dem M-Pire Records Sampler: 3000°.
Im Jahre 2000 veröffentlichte Pal One schließlich seine erste Maxi-Single Biz allezz weggizz. Pal ist außerdem auf verschiedenen Samplern vertreten (siehe Diskographie).
Nach dem Release seiner zweiten Maxi Ex-Orbitantikum im Jahre 2002 veröffentlichte Pal One seine Musik ab dem Jahre 2003 über das Frankfurter Plattenlabel Starting Lineup Records.
Im Frühjahr 2003 veröffentlichte Pal One seine erste EP Was wollt Ihr?. Diese fand so reißenden Absatz in der Szene, dass sie zweimal ausverkauft war.
Es folgte ebenfalls 2003 die Beisteuerung von drei Tracks für die Samsara LP von Roey Marquis II.
Im September 2003 veröffentlichte Pal One seine Homerecording-CD Mensch bleiben.
Im Jahre 2004 veröffentlichte Pal zusammen mit dem Frankfurter Rapper Jonesmann die EP Gesucht & Gefunden. Auf dieser EP erschien auch erstmals ein Track mit dem Namen Bruderliebe. Dieser Track verbindet Pal One und Jonesmann, da beide vorzeitig einen Bruder verloren. Pal & Jones traten 2004 auch gemeinsam auf dem größten Hiphop-Festival Deutschlands, dem Splash! auf.
Im September 2004 erschien die Momentaufnahmen 3 LP des Produzenten Roey Marquis II., auf welchem Pal einen Solotrack und ein Feature mit Jonesmann und Jamal beisteuerte.
Ende Mai 2005 erschien das Debütalbum Palwolf, welches in vielen Reviews und von den Kennern der Szene als einer der Lichtblicke des Jahres gesehen wurde. Um sich voll und ganz auf die Arbeit an diesem Album und seiner Musik im Allgemeinen konzentrieren zu können, kündigte Pal seine Anstellung als Schlosser.
Am 10. Februar 2006 erschien eine Kollabo-LP von Pal One & Roey Marquis II. mit dem Namen 7 Tage. Diese LP entstand – wie der Name vermuten lässt – in lediglich 7 Tagen.
Die gesamte Platte wurde von Roey Marquis II. produziert.
Am 23. März 2007 erschien Pal Ones zweites Soloalbum Fokus: Rap. Das gesamte Album wurde vom Hamburger Monroe produziert. Unter anderem arbeitet er auf dem Album mit Größen wie Curse und Xavier Naidoo zusammen, aber auch mit den Mannheimer MCs RCF, Prinze Low und Mnemonic. Als Singleauskopplung erschien Wie als Maxi-CD.
Am 17. April 2009 veröffentlichte Pal One sein Album Seelentreffen, welches komplett von Kool DJ GQ und Patrick Ahrend von Alles Real Records produziert wurde.
Seit 2011 ist Pal Ones viertes Soloalbum Die Fährte des Wolfes erhältlich. Erschienen ist die Platte über das Mannheimer Label First Love Music.
Pal Ones bisher letztes Kollabo Album "Teknowledgy" mit dem Mannheimer Rapper B-Rich, wurde von SiebenVier-Musikproduktion produziert.

## Diskografie

### Alben
- 2000: Bizz allez weggizz (Vinyl-EP)
- 2002: Ex-Orbitantikum (Vinyl-EP mit Snowgoons)
- 2003: Was wollt Ihr ? (EP)
- 2003: Mensch bleiben (EP)
- 2004: Gesucht & Gefunden (Kollabo EP mit Jonesmann)
- 2005: Palwolf (LP)
- 2005: Dassis Der… (Vinyl-EP)
- 2006: 7 Tage (Kollabo LP mit Roey Marquis II.)
- 2006: Goldstücke (The EP Collection)
- 2007: Fokus: Rap (LP)
- 2009: Seelentreffen (LP)
- 2011: Die Fährte des Wolfes (LP)
- 2013: Das Letzte zum Schluss (Mixtape)
- 2015: Teknowledgy (Kollabo LP mit B-Rich)

### Sonstige
- 2007: Leben (Juice Exclusive! auf Juice-CD #73)
- 2009: Coming Home (mit Tim Taler, Damian und Rasco) (Juice Exclusive! auf Juice-CD #98)